# Анкарай
Анкарай, обозначенный на схемах как линия A1, 8,5 километровая линия Анкарского метрополитена, в строгом понимании легкорельсовый транспорт. Открыта в 1996 году, это старейшая линия скоростного транспорта в Анкаре и вторая по хронологической дате открытия в Турции после линии М1 стамбульского метро . Анкарай начинается со станции Междугородний автовокзал Анкары на юго-востоке города, в Йенимахалле и идет на восток до Дикимеви в Чанкая. Состоит из 11 станций. В 2017 году линия перевезла более 33,5 миллионов человек, что сделало ее второй по загруженности линией метро Анкары после M1.
Название Анкарай представляет собой сочетание слов Анкара и Рай (колея).

## История
Планы строительства линии скоростного транспорта средней пропускной способности были включены в инвестиционный план города Анкары на 1990 год.
Линия должна была начаться в Сёгютозю и пройти на восток до Дикимеви через Кызылай . Строительство линии началось 7 апреля 1992 года и было завершено в 1996 году. Открытие Анкарая состоялось 30 августа 1996 года с участием премьер-министра Неджметтина Эрбакана . Анкарай стал второй линией скоростного транспорта в Турции после линии M1 в Стамбуле и опередил линию M1 метро Анкары (1997 г.) и линию Борнова-Учйол метро Измира (2000 г.).